# GP (음반)
| 평가 점수                | 평가 점수 |
| 출처                     | 점수      |
| ------------------------ | --------- |
| AllMusic                 | [ 1 ]     |
| Christgau's Record Guide | B+        |

《GP》는 미국의 싱어송라이터 그램 파슨스의 솔로 데뷔 음반으로, 생전에 발표된 유일한 솔로 음반이다. 이 음반은 1973년에 게이트폴드 슬리브 형식으로 처음 발매되었다. 《GP》는 발매 당시 비평가들로부터 호평을 받았으나, 《빌보드》 차트에는 오르지 못했다. 《롤링 스톤》의 원래 리뷰에서는 《GP》와 그 후속 음반 《Grievous Angel》을 함께 다루며, 파슨스의 보컬과 표현력을 극찬하였다. 평론가는 그의 가사를 비틀어 "하지만 이 친구, 노래 하나는 기가 막히게 한다"라고 평했다.

## 배경
이전 밴드인 비평적으로 호평받은 플라잉 부리토 브라더스에서 해고된 후, 파슨스는 솔로 경력을 시작하기로 결심하였다. 플라잉 부리토 브라더스 시절에 발표한 두 장의 음반이 컨트리 앤 웨스턴과 솔, 록 음악을 융합한 것과 달리, 파슨스는 이번에는 보다 전통적인 컨트리 음반을 만들겠다는 의지를 갖고 있었다. 그러나 플라잉 부리토 브라더스에서 해고되는 결정적 이유가 되기도 했던 그의 지속적인 약물 문제와, 롤링 스톤스의 키스 리처즈와의 우정은 솔로 활동 계획을 지연시키는 요인이 되었다. 《모조》의 작가 존 해리스는 그의 기사 〈The Lost Boy〉에서, 파슨스가 1971년 3월, 롤링 스톤스의 10일간 "Goodbye Britain" 투어 기간 동안 그들의 수행원들과 어울려 지냈다고 회고한다. 이후 여름 대부분을 런던에서 보낸 파슨스는 (당시 여자친구였던) 그레첸 버렐과 함께 남프랑스로 날아가, 리처즈와 아니타 팔렌버그가 임대한 집 겸 동물원 겸 스튜디오였던 넬코트에서 두 달간 머물렀다. 롤링 스톤스가 지하에서 그들의 거친 걸작 《Exile on Main Street》를 완성하기 위해 몇 달 동안 고군분투하는 동안, 파슨스는 종종 리처즈와 함께 기타를 주고받으며 오래된 컨트리 노래를 부르며 시간을 보내는 모습을 2층에서 찾아볼 수 있었다. 그러나 파슨스의 상태는 결국 악화되어 그는 그 장소에서 쫓겨나게 되었고, 이는 데이비드 N. 마이어가 2007년 출간한 파슨스 전기 《Twenty Thousand Roads》에서 회고한 바 있다. "넬코트에서는 누구도, 심지어 리처즈조차도 그램을 구하는 일이 성공할 가능성이 크지 않다고 여겼다. 그의 자해적 행동에 대한 관용은 끝났다. 롤링 스톤스는 음반을 녹음해야 했다. 그램은 음반의 많은 부분에 영감을 주었지만, 그는 더 이상 방해물이 되었다. 이제 그가 떠날 시간이 됐다." 롤링 스톤스의 내부에서 쫓겨난 것에 충격을 받은 파슨스는 런던으로 돌아갔고, 잠시 동안 그의 이전 밴드인 인터내셔널 서브마린 밴드의 밴드메이트였던 이언 던롭과 함께 콘월주에서 지낸 후, 솔로 음반을 만들기 위해 다시 로스앤젤레스로 돌아갔다. 그 음반은 워너 브라더스에서 발매할 계획이었다.

## 곡 목록
| #  | 제목                                         | 작사·작곡                  | 재생 시간 |
| -- | -------------------------------------------- | -------------------------- | --------- |
| 1. | 〈Still Feeling Blue〉                       | 그램 파슨스                | 2:40      |
| 2. | 〈We'll Sweep Out the Ashes in the Morning〉 | 조이스 올섭                | 3:13      |
| 3. | 〈A Song for You〉                           | 파슨스                     | 4:58      |
| 4. | 〈Streets of Baltimore〉                     | 톰펄 글레이저, 할런 하워드 | 2:53      |
| 5. | 〈She〉                                      | 파슨스, 크리스 에트리지    | 4:59      |

| #  | 제목                   | 작사·작곡                             | 재생 시간 |
| -- | ---------------------- | ------------------------------------- | --------- |
| 1. | 〈That's All It Took〉 | 대럴 에드워즈, 샬럿 그리어, 조지 존스 | 3:38      |
| 2. | 〈The New Soft Shoe〉  | 파슨스                                | 3:54      |
| 3. | 〈Kiss the Children〉  | 릭 그레치                             | 2:57      |
| 4. | 〈Cry One More Time〉  | 피터 울프, 세스 저스트먼              | 3:38      |
| 5. | 〈How Much I've Lied〉 | 파슨스, 데이비드 리브킨               | 2:29      |
| 6. | 〈Big Mouth Blues〉    | 파슨스                                | 3:52      |